# 克利夫·德赖斯代尔
克利夫·德赖斯代尔（英語：Cliff Drysdale，1941年5月26日—），南非男子网球运动员，1968年成为职业球手。他曾在1972年美国网球公开赛联同英国球手罗杰·泰勒男获得子双打冠军。他于1980年退役。